# Zehntneriana
Zehntneriana is een geslacht van kreeftachtigen uit de klasse van de Malacostraca (hogere kreeftachtigen).

## Soorten
- Zehntneriana amakusae (Takeda & Miyake, 1969)
- Zehntneriana miyakei (Takeda, 1972)
- Zehntneriana novaeinsulicola (Takeda & Kurata, 1977)
- Zehntneriana serrata Ng & C.-W. Lin, 2015
- Zehntneriana villosa (Zehntner, 1894)